# Irlanda en los Juegos Olímpicos de Albertville 1992
Irlanda estuvo representada en los Juegos Olímpicos de Albertville 1992 por un total de 4 deportistas que compitieron en bobsleigh.  
El portador de la bandera en la ceremonia de apertura fue el deportista de bobsleigh Pat McDonagh. El equipo olímpico irlandés no obtuvo ninguna medalla en estos Juegos.